# Brazília hadba lépése (1917)

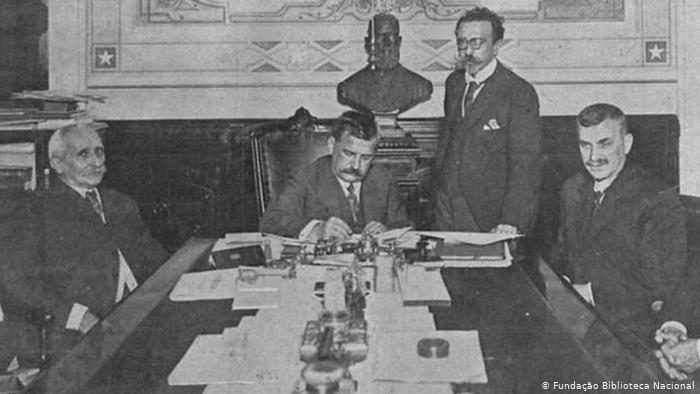
Venceslau Brás deklarálja a háborút Németország ellen.

Brazília 1917-ben az Antant oldalán belépett az első világháborúba. Ez a belépés igen lassan történt meg: csak a háború harmadik évében került rá sor. Ott kezdődött, hogy 1917. április 11-én Brazília minden diplomáciai kapcsolatot megszakított a Német Birodalommal, a következő hónapokban pedig 42 német hajót lefoglaltak amelyek addig a brazil kikötőkben rostokoltak. A korlátlan tengeralattjáró háború szellemében a németek október 23-án a Macau nevezetű brazil áruszállító hajót a spanyol partok mellett elsüllyesztették az U-93-as tengeralattjáróval, ráadásul a német tengerészek fogságba ejtették a brazil hajó kapitányát is. Miután egyre több összetűzés történt a két fél között a tengeren, 1917. július 28-án Brazília deklarálta a hadüzenetet a központi hatalmak (bár főként a Német Birodalom) ellen. A hadüzenet után a brazilok a Brazil Expedíciós Haderőt küldték Európába harcolni.